# Teodorico Borgognoni

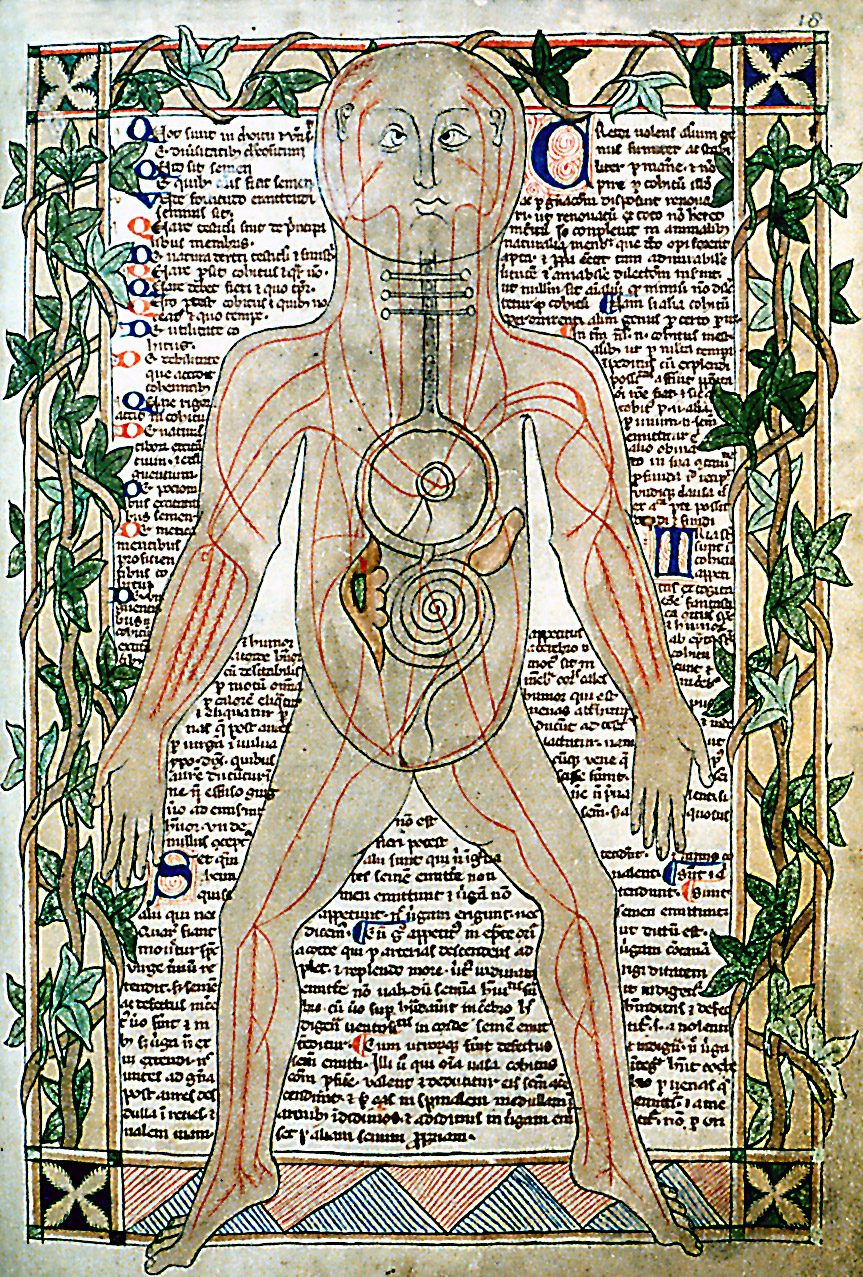
Ilustraţie anatomică din secolul al XIII-lea, sugerând circulaţia sângelui

Teodorico de' Borgognoni (n. 1205 sau 1206 - m. 1296 sau 1298) a fost călugăr italian, episcop de Cervia și medicul papei Inocențiu al III-lea, care a devenit unul dintre cei mai importanți chirurgi ai perioadei medievale. I se atribuie introducerea și promovarea celor mai importante inovații ale practicii medicale: utilizarea anesteziei și a antisepticelor.

## Biografie
S-a născut la Lucca, Toscana. Tatăl său a fost medicul Ugo Borgognoni, iar Teodorico i-a fost student.
A studiat medicina la Universitatea din Bologna, devenind, în același timp, și călugăr dominican.
Cam prin 1240, devine medicul personal al lui Inocențiu al III-lea. În 1262 devine episcop de Bitonto, apoi de Cervia (aproape de Ravenna), din 1266 până la sfârșitul vieții. 

## Contribuții
Deși era devotat obligațiilor religioase, chirurgia practicată de Borgognoni era de un înalt nivel profesional, astfel că era preferatul multor persoane influente, inclusiv al papei.
Cea mai importantă scriere a sa este Praxis Chirurgica (Cyrurgia), un tratat în patru volume care acopereau practic toate aspectele chirurgiei cunoscute până atunci. Mai mult, unele aspecte constituiau o ruptură față de tradiția, devenită dogmă, trasată de chirurgii greci antici și de arabi. Deoarece nu a fost de acord cu unele din teoriile lui Galen, a fost criticat de către Guy de Chauliac.
Borgognoni insista în privința folosirii antisepticelor: rănile să fie bine curățate și suturate pentru a se evita purulența, iar bandajele înmuiate în vin (sau alcool) ca dezinfectant. 
O altă noutate era dată de utilizarea anestezicelor care, în acea perioadă constau într-un burete înmuiat în opium, zeamă de mătrăgună, cucută, iederă sau alte substanțe halucinogene care, inhalate, produceau a stare de inconștiență pacientului.